# 시카고 스태그스
시카고 스태그스(영어: Chicago Stags)는 미국 일리노이주 시카고를 연고지로 하던 BAA/NBA 소속 프로농구 팀으로서 1946년부터 1950년까지 활동했다. 1946년부터 1949년까지는 웨스턴 디비전에, 1949년부터 1950년까지는 센트럴 디비전에 소속되어 있었다.
1961년부터 1963년까지 같은 연고지(일리노이주 시카고)에 시카고 패커스/시카고 제퍼스(영어: Chicago Packers/영어: Chicago Zephyrs)가 있었고, 1966년부터 현재까지 시카고 불스(영어: Chicago Bulls)가 있다.
2005~2006시즌 시카고 불스가 하드우드 클래식 프로그램 인한으로 1946년 시카고 스태그스 유니폼을 입고 4경기를 출전했다. (2005년 12월 5일, 2006년 2월 22일, 2006년 4월 16일)

## 역대 홈경기장

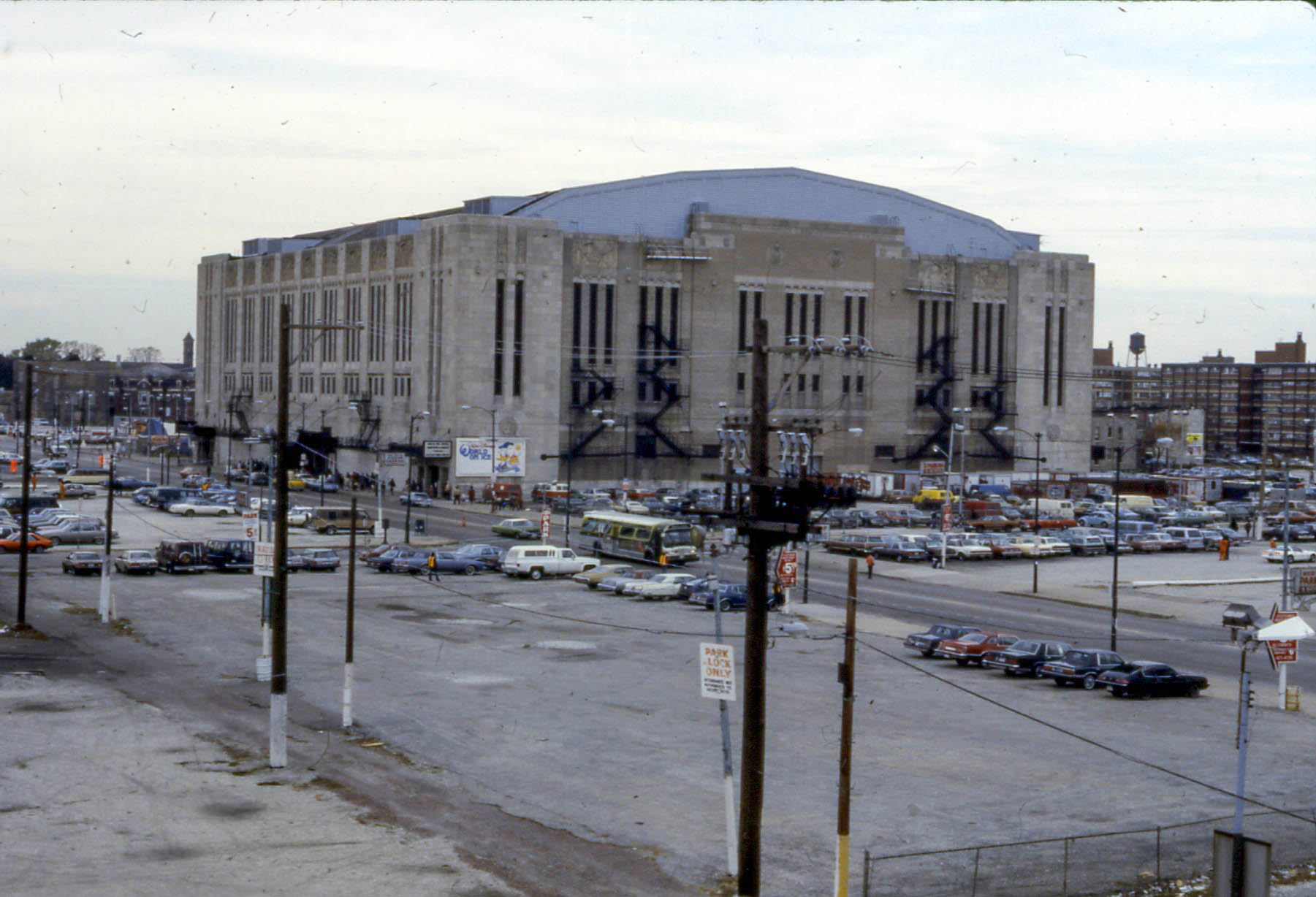
시카고 스태그스의 홈경기장이었던 시카고 스타디움

| 경기장          | 사용기간      | 수용인원 | 장소              | 비고 |
| --------------- | ------------- | -------- | ----------------- | ---- |
| 시카고 스태그스 |               |          |                   |      |
| 시카고 스타디움 | 1946년~1955년 | 18,676명 | 일리노이주 시카고 | 빈칸 |

## 역대 시즌별 성적
<정규시즌 & 플레이오프 성적>
- 정규시즌 성적 : 145승 92패 .612
- 플레이오프 성적 : 8승 14패 .364

| 시즌      | 정규시즌 | 정규시즌 | 정규시즌 | 정규시즌 | 정규시즌 | 정규시즌 | 정규시즌 | 플레이오프                             | 비고     |
| 시즌      | 리그     | 디비전   | 순위     | 경기수   | 승       | 패       | 승률     | 플레이오프                             | 비고     |
| --------- | -------- | -------- | -------- | -------- | -------- | -------- | -------- | -------------------------------------- | -------- |
| 1946-1947 | BAA      | 웨스턴   | 1위      | 61       | 39       | 22       | .639     | 캐피털스 4승2패 워리어스 1승 4패       | 최고승률 |
| 1947-1948 | BAA      | 웨스턴   | 3위      | 48       | 28       | 20       | .583     | 캐피털스 1승 셀틱스 2승 1패 불리츠 2패 | 최저승률 |
| 1948-1949 | BAA      | 웨스턴   | 3위      | 60       | 38       | 22       | .633     | 레이커스 2패                           | 빈칸     |
| 1949-1950 | NBA      | 센트럴   | 3위      | 68       | 40       | 28       | .588     | 피스턴스 1패 레이커스 2패              | 빈칸     |

## 같이 보기
- 시카고 패커스/시카고 제퍼스
- 시카고 불스
- 시카고 스카이
- 윈디 시티 불스